# Гидроксид празеодима
Гидроксид празеодима — неорганическое соединение,
гидроксид металла празеодима
с формулой Pr(OH)3,
зелёные кристаллы или аморфное вещество,
не растворяется в воде.

## Получение
- Действие щелочей на растворимую соль празеодима[3]:

{\displaystyle {\mathsf {Pr(NO_{3})_{3}+3NaOH\ {\xrightarrow {}}\ Pr(OH)_{3}\downarrow +3NaNO_{3}}}}
- Действие горячей воды на празеодим:

{\displaystyle {\mathsf {2Pr+6H_{2}O\ {\xrightarrow {100^{o}C}}\ 2Pr(OH)_{3}+3H_{2}\uparrow }}}

## Физические свойства
Гидроксид празеодима образует зелёные кристаллы
гексагональной сингонии,
пространственная группа P 63/m,
параметры ячейки a = 0,647 нм, c = 0,376 нм, Z = 2,
структура типа хлорида урана UCl3.
Не растворяется в воде, ПР = 23,5.

## Химические свойства
- Обратимо разлагается при гидротермальном синтезе:

{\displaystyle {\mathsf {Pr(OH)_{3}\ {\stackrel {\xrightarrow {650^{o}C,p}}{\xleftarrow[{\ \ \ \ \ \ }]{}}}\ PrO(OH)+H_{2}O}}}
- Реагирует с кислотами:

{\displaystyle {\mathsf {Pr(OH)_{3}+3HCl\ {\xrightarrow {}}\ PrCl_{3}+3H_{2}O}}}